# Guia Michelin
La Guia Michelin (Le Guide Michelin) és una sèrie de llibres guia publicats per Michelin per a més d'una dotzena de països. El terme fa referència per defecte a la Guia vermella Michelin, la més antiga i coneguda de les guies d'hotels i restaurants d'Europa, que atorga les prestigioses Estrelles Michelin. Michelin també publica Guies verdes de viatges i turisme, així com diverses publicacions més noves com ara la Guide Voyageur Pratique (viatges independents), Guide Gourmand (restaurants ben valorats), Guide Escapade (d'escapades curtes) i la Guide Coup de Cœur (d'hotels amb caràcter).

## Història
El 1900, André Michelin va publicar la primera edició d'una guia de França per facilitar als conductors el manteniment dels seus cotxes, per trobar allotjament decent i menjar bé en les parades del viatge. Incloïa adreces de distribuïdors de benzina, tallers mecànics, venedors de neumàtics, lavabos públics, etc. El 1914 els oficials alemanys la van trobar de gran utilitat per tal d'envair França en les primeres campanyes de la I Guerra Mundial.
La guia es va distribuir gratuïtament fins al 1920. Segons una història explicada pels germans Michelin, es va començar a vendre perquè es va trobar una pila de guies falcant una taula de treball en un taller mecànic, cosa que demostrava que un obsequi gratuït no es prenia seriosament. El 1926 la guia va introduir l'estrella per remarcar la bona cuina. A partir dels anys 30 es van afegir les dues i tres estrelles. La portada de la guia era blava originalment, però des de 1931 és vermella.
A mesura que els automòbils es feien més presents, es va desenvolupar el sistema d'estrelles i es van presentar les guies d'altres països. La guia de França ha venut 30 milions de còpies des que es va presentar. El 2008, es va publicar una sèrie de 17 guies. Hi ha una Guia vermella que cobreix cadascun dels següents països: França, Bèlgica i Luxemburg, els Països Baixos, Itàlia, Alemanya, Espanya i Portugal, Suïssa, el Regne Unit i Irlanda, i Àustria. També hi ha una guia vermella que cobreix les Principals ciutats d'Europa i guies de les ciutats de París, Londres, Nova York, San Francisco, Tòquio, Los Angeles i Las Vegas.

## Les estrelles Michelin

Estrella de la guia Michelin

Les estrelles Michelin, amb què es premia alguns dels restaurants de la guia, són probablement les valoracions gastronòmiques més reconegudes i influents a Europa. La guia atorga d'una a tres estrelles a un petit nombre de restaurants d'alta qualitat. Les estrelles neixen a final dels anys 20 i es van anar desenvolupant gradualment fins a començaments dels anys 30. Les definicions d'aquestes es van introduir el 1936 i avui dia encara es mantenen:
- : "Un restaurant molt bo en la seva categoria" (Une très bonne table dans sa catégorie)
- : "Una cuina excel·lent, que val la pena fer una volta" (Table excellente, mérite un détour)
- : "Una cuina excepcional, que mereix un viatge especial" (Une des meilleures tables, vaut le voyage).[2]

Tenir una o més estrelles de la Guia Michelin suposa que un restaurant no només és un dels millors del seu país, sinó que també és un dels millors en el món. En l'actualitat prop de 2.000 restaurants de tots els països que cobreix la guia tenen estrelles, cosa que suposa que hi ha un nivell molt competitiu en el món de la gastronomia.
Les estrelles s'atorguen amb comptagotes; per exemple, a la guia del Regne Unit i Irlanda del 2004, de les 5.500 entrades, només 98 tenien una estrella ("un molt bon restaurant en la seva categoria"), 11 tenien dues estrelles ("cuina excel·lent, mereixen un desviament"), i només 3 tenien tres estrelles ("cuina excepcional, mereixen un viatge especial"). Les estrelles Michelin es prenen molt seriosament en el món de la restauració, on l'increment o la pèrdua d'una estrella pot significar una diferència de volum de negoci de milions d'euros. Alguns restaurants de tres estrelles poden arribar a fer pagar centenars d'euros per un àpat a causa de la seva reputació.
A la Guia d'Espanya i Portugal de 2011 hi apareixen 46 restaurants catalans guardonats com a mínim amb una estrella. D'aquests, 3 restaurants van rebre dues estrelles i 4 restaurants van rebre la qualificació màxima de 3 estrelles, el que representa un èxit per l'Alta cuina catalana. Un any després, en l'edició de 2012 que es va presentar per primera vegada a l'Hotel Palace de Barcelona. Juntament, fins a 4 restaurants valencians i un mallorquí compten al 2024 amb dues estreles michelin. A més, el Restaurant del xef alacantí Quique Dacosta ha estat guardonat amb la màxima distinció de tres estrelles michelín.
Al juny de 2025, el xef barcelonés Aitor Zabala, va sorprendre tothom aconseguint, per primera vegada per a un xef catalàn, i fins i tot per a un cuiner espanyol, tres estrelles Michelin, fora d'Espanya, directament a només set mesos de la reobertura del seu restaurant Somni, en West Hollywood, Califòrnia.

## Els jutges
Els jutges són els encarregats de fixar diferents paràmetres per distingir els establiments que ofereixen la millor qualitat culinària. Així doncs, els restaurants que desitgen obtenir alguna estrella han de tenir en compte la selecció dels productes, la creativitat, el domini del punt de cocció i dels sabors, la relació  qualitat-preu i la regularitat. A més, els jutges també poden assignar d'un a cinc coberts en funció del confort i el servei amb què se serveix als clients del restaurant, o d'una a cinc cases pel mateix criteri si es refereix a un hotel.
Cada any, un inspector viatja anònimament, menja prop de 250 vegades en restaurants i s'allotja al voltant de 150 nits en hotels. Cadascun visita més de 800 establiments i escriu aproximadament 1.100 informes.
Els jutges solen passar tres setmanes al mes buscant bons hotels i restaurants. Ells tasten, descobreixen i confirmen la selecció d'un establiment, o, al contrari, el retiren de la selecció. Després tornen a l'oficina i presenten els seus informes amb els quals es decidiran quins hotels i restaurants s'inclouran en la guia, o bé quins hauran de retirar perquè la seva qualitat ha disminuït.
Pel que fa a les estrelles, s'atorguen en trobades especials que tenen lloc dues vegades a l'any, a les quals assisteixen el redactor de la guia, els inspectors i el director de la Guia Michelin. Les decisions relatives a l'atribució de les estrelles s'assoleixen per consens. A més, durant aquesta setmana, els inspectors preparen la seva pròxima ruta, reserven taules i habitacions, i recopilen més informació sobre els establiments que visitaran. Els jutges també reben ajuda de l'equip administratiu que els facilita informació obtinguda per mitjà de la premsa, cartes i correus electrònics, directament del restaurant o bé a través d'altres fonts.
La concessió, manteniment o retirada anual dels diferents guardons i reconeixements que atorga aquesta guia, entre els quals hi ha per descomptat la mateixa inserció de l'establiment en cada edició, és motiu de controvèrsia tant entre els crítics gastronòmics i hostalers com entre el públic en general, ja que reflecteix el criteri d'un equip d'experts, tot i ser sempre subjectiu.

## Restaurants catalans amb estrelles michelin:[7]
Tres estrelles
- ABaC (Avinguda del Tibidabo 1, Barcelona)[8]
- Lasarte (Carrer Mallorca 259, Barcelona)
- El Celler de Can Roca (Carrer Can Sunyer 48, Girona)
- Cocina Hermanos Torres (Carrer del Taquígraf Serra 20, Barcelona)
- Disfrutar (Carrer Villaroel 163, Barcelona)[9]
- Restaurant Sant Pau [Tancat el 2018 després de 30 anys de servei][10]
- Somni (9045 Nemo St, West Hollywood, CA 90069, California, Estats Units.[6]

Dues estrelles
- Cinc Sentits (Carrer Entença 60, Barcelona)
- Moments (Passeig de Gràcia, Barcelona)
- Enoteca Paco Pérez (Carrer de la Marina, Barcelona)
- Les Cols (Carretera de la Canya, Olot)
- Bo.TiC (Avinguda Costa Brava 6, Corçà)
- Miramar (Passeig Marítim 7, Llançà)
- Can Fabes [El restaurant va tancar l'agost del 2013, 2 anys després de la mort del seu xef, Santi Santamaria i Puig][11]

Una estrella
- Angle (Carrer Aragó, Barcelona)
- L'Antic Molí (Barri Castell, Ulldecona)
- Les Moles (Carretera de La Sénia, Ulldecona)
- Villa Retiro (Carrer dels Molins 2, Xerta)
- Malena (Carretera de Sucs, Gimenells)
- Quatre Molins (Comte de Rius 8, Cornudella de Montsant)
- La Boscana (Carretera Bell-lloc d'Urgell, Bellvís)
- Can Bosch (Rambla Jaume I 19, Cambrils)[12]
- Rincón de Diego (Carrer Drassanes 19, Cambrils)
- Deliranto (Carrer Llevant 7, Salou)
- Fogony (Avinguda Generalitat 45, Sort)
- L'Ó (Camí de Sant Benet de Bages, Sant Fruitós de Bages)
- Estany Clar (Carretera C 16, Cercs)
- Via Veneto (Carrer de Ganduxer 10, Barcelona)
- Hispo (Passatge de Marimon 9, Barcelona)
- Atempo (Carrer de Còrsega 200, Barcelona)
- Hofmann (La Granada del Penedès 14-16, Barcelona)
- Quirat (Avinguda de Rius i Taulet 1, Barcelona)
- Suto (Carrer de Violant d'Hongria Reina d'Aragó 134, Barcelona)
- Xerta (Carrer de Còrsega 289, Barcelona)
- Alkimia (Ronda San Antoni 41 - 1º, Barcelona)
- Oria (Passeig de Gràcia 75, Barcelona)
- Dos Palillos (Carrer d'Elisabets 9, Barcelona)
- Caelis (Via Laietana 49, Barcelona)
- Koy Shunka (Carrer d'en Copons 7, Barcelona)
- Mont Bar (Carrer de la Diputació 220, Barcelona)
- Slow and Low (Carrer del Compte Borrell 119, Barcelona)
- Els Casals (Finca Els Casals, Sagàs)
- Aürt (Paseig del Taulat 262-264, Barcelona)
- Enigma (Carrer Sepúlveda 38-40, Barcelona)
- Aleia (Passeig de Gràcia 132, Barcelona)
- Come by Paco Méndez (Avinguda del Mistral 54, Barcelona)
- Lluerna (Avinguda Pallaresa 104, Santa Coloma de Gramenet)
- Sala (Plaça Major 17, Olost)
- Tresmacarrons (Avinguda del Maresme 21, El Masnou)
- La Fonda Xesc (Plaça Roser 1, Gombrèn)
- Can Jubany (Carretera C 25, Calldetenes)
- Les Magnòlies (Passeig del Mossèn Antoni Serres 3, Arbúcies)
- Ca l'Enric (Carretera Camprodón N 260, La Vall de Bianya)
- L'Aliança d'Anglès (Jacint Verdaguer 3, Anglès)
- Massana (Bonastruc de Porta 10-12, Girona)
- Els Tinars (Carretera de Sant Feliu de Guíxols, Llagostera)
- Emporium (Carrer de Santa Clara 31, Castelló d'Empúries)
- Castell de Peralada (Carrer de Sant Joan, Peralada)

## Restaurants valencians amb estrelles Michelin[13]
Tres estrelles:
- Quique Dacosta Restaurante (Carrer Rascassa 1, Dénia)

Dues estrelles:
- Ricard Camarena Restaurant (Av. de Burjassot 54, València)
- L'Escaleta (Pujada a l'Estació del Nord 205, Cocentaina)
- BonAmb (Carrer Benitatxell 100, Xàbia)
- El Poblet (Carrer de Correus 8, València)

Una estrella:
- Fraula (Carrer de Ciril Amorós 84, València)
- Orobianco (Partida Colina del Sol 49A, Calp)
- Casa Bernardi (Partida Pedramala 60C, Benissa)
- Lienzo (Plaça de Tetuan 18, València)
- Raúl Resino (Carrer d'Alacant 2, Benicarló)
- Cal Paradís (Av. Vilafranca 30, la Vall d'Alba)
- Riff (Carrer del Comte d'Altea 18, València)
- Fierro (Carrer del Doctor Serrano 4, València)
- La Salita (Carrer de Pere III el Gran 11, València)
- Tula (Av. de la Llibertat 36, Xàbia)
- Casa Pepa (Partida Pamis 7-30, Ondara)
- Audrey's (Av. Juan Carlos I 48, Calp)
- Beat (Partida Marisol Park 1-A, Calp)
- El Xato (Av. l'Església 3, La Nucia)
- Baeza & Rufete (Av. de Ansaldo 31, Alacant)
- La Finca (Camí de Perleta 1-7, Elx)
- Arrels (Carrer del Castell 18, Sagunt)
- Atalaya (Carrer del Camí de l'Atall 1A, Alcalà de Xivert)
- Kaido Sushi Bar (Carrer de Xile 3, València)
- Peix i Brases (Plaça Benidorm 18, Dénia)

## Restaurants amb estrela michelin a les Illes Balears[14]
Dues estrelles:
- Voro (Urb. Atalaya de Canyamel, Vial A2, 12, Canyamel, Capdepera)

Una estrella:
- Andreu Genestra (Camí de Sa Torre, 8, 7, Llucmajor)
- Omakase by Walt (Via Romana, 2, Eivissa)
- Sa Clastra (Carretera Es Capdellà, Km 1,7 Galilea)
- Unic Restaurant (Carrer de les Begònies, 18, Sant Josep de sa Talaia)
- Adrián Quetglas (Passeig de Mallorca, 20, Palma)
- Béns d'Avall (Carretera de Deià, Km. 56, Sóller)
- DINS Santi Taura (Plaça de Llorenç Villalonga, 4, Palma)
- Es Fum (Ma-1, 19, Costa d'en Blanes)
- Es Tragón (Carretera Cap Negret s/n, Sant Antoni de Portmany)
- Etxeko Ibiza by Martín Berasategui (Av. Cala Nova, s/n, es Canar)
- Fusion19 (Av. de s'Albufera, 23, Muro)
- La Gaia (Passeig Joan Carles I, 17, Eivissa)
- Maca de Castro (Carrer de Juno, s/n, Alcúdia)
- Marc Fosh (Carrer de la Missió, 7, Palma)
- Zaranda (Carrer de Bala Roja, 1, Palma)